# Laura Bell Bundy
Laura Bell Bundy (ur. 10 kwietnia 1981 w Lexington) – amerykańska aktorka.

## Filmografia
- Przygody Hucka Finna (1993) jako Susan Wilks[2]
- Mikey i ja (2008) jako Courtney Aspinal[2]
- Jumanji (1995) jako młoda Sarah[2]
- The Guiding Light (2000–2001) jako Marah Shayne Lewis[2]
- Letnia akademia (2006) jako Doris[2]
- Dreamgirls (2006) jako Sweetheart[2]
- Dirtbags (2006) jako Meg[2]
- Legally Blonde: The Musical (2007) jako Elle Woods[2]
- The Drum Beats Twice (2008) jako Peggy[2]
- Jak poznałem waszą matkę (2010–2014) jako Becky[2]
- Trailer Trash (2011) jako Peggy Sue[2]
- To the Mat (2011) jako Janice Bailor[2]
- Hound Dogs (2011) jako Ginger Ledoux[2]
- Jeden gniewny Charlie (2012–2014) jako dr Jordan Denby[2]
- Doktor Hart (2012–2015) jako Shelby Sinclair[2]
- Oh My Country (2013) jako Laura Bell Bundy[2]
- Dear Dumb Diary (2013) jako ciotka Carol[2]
- Watercolor Postcards (2013) jako Sunny[2]
- Becoming Santa (2015) jako Holly Claus[2]
- To Appomattox (2015) jako Abby Dunlap[2]
- Stanistan (2015) jako Candy Hewitt Benning[2]
- After the Reality (2016) jako Kelly[2]
- Królowe krzyku (2016) jako Nurse Thomas[2]
- Season's Greetings (2016) jako Darcy Blake[2]
- Beauty Mark (2017) jako Lorraine[2]
- Pure Country Pure Heart (2017) jako Marq Dunn[2]
- The Guest Book (2017) jako Jessica[2]
- The Christmas Calendar (2017) jako Emily[2]
- Dobre zachowanie (2017) jako Carin[2]